# Ослонін
Ослонін (пол. Osłonin) — село в Польщі, у гміні Пшемент Вольштинського повіту Великопольського воєводства.
Населення — 379 осіб (2011).
У 1975-1998 роках село належало до Лешненського воєводства.

## Демографія
Демографічна структура станом на 31 березня 2011 року:
|          | Загалом | Допрацездатний вік | Працездатний вік | Постпрацездатний вік |
| -------- | ------- | ------------------ | ---------------- | -------------------- |
| Чоловіки | 194     | 38                 | 136              | 20                   |
| Жінки    | 185     | 47                 | 100              | 38                   |
| Разом    | 379     | 85                 | 236              | 58                   |